# Вторая битва за Гельта-Земмур
Вторая битва за Гельта-Земмур — крупнейшее сражение войны в Западной Сахаре, произошедшее 13 — 29 октября 1981 года.

## Ход боя
Марокканская крепость в Гельта-Земмур была одной из двух самых укреплённых военных баз в Западной Сахаре (вторая была в Бир Нзаран). Крепость была полностью окружена горами и имела всего три входа: один к северо-востоку, к Амгала-Смаре, другой к северо-западу, у Бучра-Аюн, и третий к границе с Мавританией. Вся растительность вокруг базы была очищена и заминирована. Марокканский гарнизон состоял из 3500 человек 4-го механизированного полка, поддерживаемых четырьмя ротами по 18 бронемашин AML-90, несколькими десятками 105-мм и 155-мм орудий, и ПТРК TOW.
Крупнейшее сражение войны началось 13 октября 1981 года, когда 3000 солдат Полисарио при поддержке 90 бронемашин, в том числе 10 танков Т-55, 20 БМП-1, 30 БТР-60 и 30 Cascavel начали штурм марокканской базы в Гельта-Земмур. Наступление было начато после получения Полисарио новых систем ПВО (в том числе ЗРК «Квадрат»).
29 октября гарнизон был полностью разгромлен. Полисарио на базе обнаружили брошенный автомобиль командующего 4-м полком, однако сам командир успел убежать с базы.

## Потери техники
Полисарио подтвердило потерю в ходе взятия базы 3 танков Т-55, 2 БТР-60 и 1 БМП-1.
ПВО Полисарио в ходе сражения сбила 2 марокканских истребителя Mirage F1, 1 истребитель F-5 Tiger, 1 самолёт C-130 и 1 вертолёт SA.330 Puma.
В качестве трофеев Полисарио захватили (количество уничтоженной техники неизвестно и оно в список не включено):
- 115 джипов и грузовиков (49 джипов Land Rover, включая джип командующего 4-м полком, 40 грузовиков Unimog, 16 грузовиков GMC, 7 бензовозов, 2 автокрана, 1 грузовик VLRA).
- 27 орудий и миномётов (2 105-мм гаубицы, 13 106-мм безоткатных орудий, 2 120-мм миномёта и 10 81-мм миномётов).
- 6 зенитных 23-мм пушек.
- 23 РПГ.
- 17 крупнокалиберных 12,7 мм пулемётов Browning M2.
- 15 пулемётов FN MAG.
- Несколько сотен винтовок FN FAL
- 1 РЛС[1].